# Unwona
Unwona est un prélat anglo-saxon de la fin du VIIIe siècle. Il est évêque de Leicester pendant une vingtaine d'années entre 780 et 800 environ.

## Biographie

### Carrière épiscopale
Unwona succède à Eadberht (en) comme évêque de Leicester à une date inconnue entre 781 et 785.
Il apparaît comme témoin sur une vingtaine de chartes des rois Offa (mort en 796) et Cenwulf de Mercie. Dans les listes de témoins, son nom figure de plus en plus haut au fil du temps, signe de l'importance croissante qu'il occupe dans les affaires du royaume. À partir de la seconde moitié des années 790, il est le deuxième évêque le plus important de Mercie après Hygeberht, archevêque de Lichfield.
Unwona meurt à une date inconnue entre entre 801 et 803. Werenberht (en) lui succède comme évêque de Leicester.

### Correspondant d'Alcuin
Dans un article de 1993, l'historien Donald A. Bullough (en) propose d'identifier Unwona à l'évêque Speratus qui est le destinataire d'une lettre écrite en 797 par le moine northumbrien Alcuin, récemment nommé abbé de Saint-Martin de Tours par Charlemagne. Dans cette lettre, Alcuin s'oppose notamment à la déclamation de poèmes « païens » à la table de l'évêque lors des repas et s'exclame : « Qu'est-ce que Ingeld a à voir avec le Christ ? ». Cette allusion au héros légendaire Ingeld (en), qui est également mentionné dans Beowulf, est fréquemment citée dans les études modernes du poème.
Alcuin utilise souvent des surnoms latins pour s'adresser à ses interlocuteurs dont certains sont des traductions littérales de leurs noms germaniques. Speratus, c'est-à-dire « l'Espéré », serait l'équivalent du vieil anglais Unwona, composé de l'élément wana « manquant » et du préfixe négatif un-, soit « celui qui ne manque pas » ; Bullough imagine que ce nom pourrait avoir été donné à un enfant longtemps attendu par ses parents. Olga Boiche Khallieva en propose une interprétation diamétralement opposée : elle analyse Unwona comme signifiant « non espéré, non désiré » (des anthroponymes équivalents sont attestés dans les langues slaves), ce qui ferait du surnom donné par Alcuin une inversion humoristique de son sens véritable.